# Xisco Nadal
Francisco Sebastián Nadal Martorell, més conegut com a Xisco Nadal (Palma, 27 de juny de 1986) és un exfutbolista professional mallorquí, que ocupava la posició de davanter.
Ha estat internacional amb la selecció espanyola sub-17 i sub-19. Amb la primera hi va participar en el Mundial i a l'Europeu de la categoria, celebrats ambdós el 2003.

## Trajectòria
Format al planter del Vila-real CF, debuta a primera divisió el 16 de febrer de 2003, en partit contra el CA Osasuna. El 15 de juny d'eixe any marca davant el RCD Espanyol, amb el qual es convertia en el jugador més jove en marcar a la màxima categoria en eixe moment, amb 16 anys 11 mesos i 18 dies. també va jugar en quatre partits de Lliga Europa de la UEFA i un de Champions League amb el club.
Durant les següents temporades alternaria les aparicions esporàdiques al Vila-real amb cessions com al CD Numancia, Hèrcules CF i Reial Múrcia CF. Al mercat d'hivern de la temporada 07-08 deixa el Vila-real per fitxar pel Granada 74 CF. A la temporada següent recala al Llevant UE, on juga regularment fins a l'estiu de 2011, quan acaba contracte.
Va començar la temporada 2011-12 jugant per l'Alqueries CF de Regional Preferent. Després de retirar-se el 2018 amb 32 anys, va tornar a l'Estadi de la Ceràmica com a delegat de l'equip, convidat al càrrec pel seu excompany Javier Calleja, que feia d'entrenador.